# NGC 6846
NGC 6846 é um aglomerado aberto na direção da constelação de Cygnus. O objeto foi descoberto pelo astrônomo Edouard Stephan em 1873, usando um telescópio refletor com abertura de 31,5 polegadas. Devido a sua moderada magnitude aparente (+14,2), é visível apenas com telescópios amadores ou com equipamentos superiores. 